# ایکس‌ایکس‌ایکس‌ایکس (آلبوم)
| بررسی انتقادی | بررسی انتقادی    |
| منبع          | رتبه‌بندی         |
| ------------- | ---------------- |
| آل‌میوزیک      | [ ۱ ]            |
| پیچفورک مدیا  | (7.0/10)         |
| ان‌ام‌ئی        | (8/10)           |
| آرت‌راکر       | [ نیازمند منبع ] |

ایکس‌ایکس‌ایکس‌ایکس (به انگلیسی: XXXX) سومین آلبوم کامل گروه کانادایی رقص پانک یو سی پارتی، منتشر شده در ۲۹ سپتامبر ۲۰۰۹ است. این آخرین آلبوم این گروه است که با نام بلندترشان و با نوازنده درام، دیوید کلیفورد (که در آوریل ۲۰۱۰ درگذشت) ضبط شده است.
علاوه بر عنوان آلبوم، عبارت «ایکس‌ایکس‌ایکس‌ایکس» در نام تعدادی از قطعات دیگر این آلبوم نیز دیده می‌شود.

## فهرست آهنگ‌ها
1. «این است ایکس ایکس ایکس ایکس» - ۴:۳۹
2. «شکوه» - ۲:۱۴
3. «روز‌های تاریک» - ۴:۴۶
4. «انتقام جویان کیهانی» - ۳:۳۲
5. «نهار تنهایی» - ۴:۴۴
6. «ایکس ایکس ایکس ایکس بساز» - ۴:۰۰
7. «برجسته لورا پالمر» - ۴:۴۴
8. «چرا آن دختر حرف زد» - ۳:۴۹
9. «وفاداری ایکس ایکس ایکس ایکس» - ۳:۲۵
10. «قلبی از طلا» - ۴:۰۸